# 雷雨決行
「雷雨決行」（らいうけっこう）は、日本のロックバンド、ザ・クロマニヨンズの10枚目のシングルである。2011年12月14日、自身のレーベルHAPPY SONG RECORDSからリリース。

## 解説
- 前作から二ヵ月たってのシングル。

## 収録曲
1. 雷雨決行
（作詞・作曲:甲本ヒロト）
2. コロッケ定食
（作詞・作曲:真島昌利）

全編曲：ザ・クロマニヨンズ

### 初回特典DVD
ここでしか見られない!スタジオライブ!

1.「ナンバーワン野郎!」

## 参加アーティスト
- 甲本ヒロト
- 真島昌利
- 小林勝
- 桐田勝治